# ГЕС Маруяма/Шін-Маруяма
ГЕС Маруяма/Шін-Маруяма (丸山発電所/新丸山発電所) – гідроенергетичний комплекс в Японії на острові Хонсю. Знаходячись між ГЕС Касагі (41 МВт, вище по течії) та ГЕС Канеяма (39 МВт), входить до складу каскаду у сточищі річки Кісо, яка за десяток кілометрів на захід від Нагої впадає до затоки Ісе (Внутрішнє Японське море). 

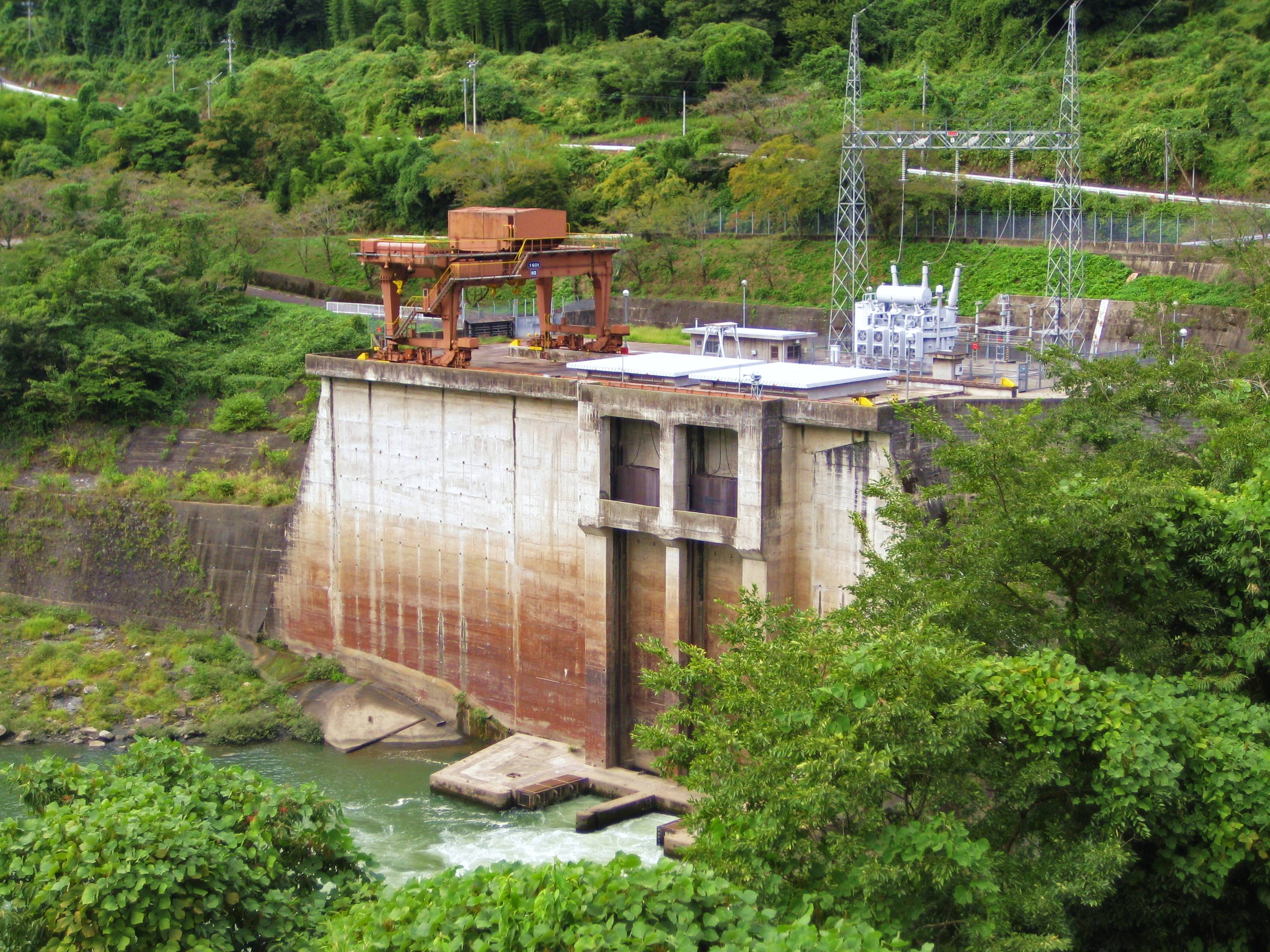
Машинний зал станції Шін-Маруяма (1971)

В межах проекту річку перекрили бетонною гравітаційною гребелю висотою 98 метрів та довжиною 260 метрів, яка потребувала 497 тис м3 матеріалу та утримує водойму з площею поверхні 2,63 км2 і об’ємом 79,5 млн м3. У ній припустиме коливання рівня поверхні в операційному режимі між позначками 170,8 та 179,8 метра НРМ, а під час повені показник може зростати до 188,3 метра НРМ. Це забезпечує корисний об’єм для виробництва електроенергії у 18,2 млн м3 та дозволяє зарезервувати ще 20,2 млн м3 на протиповеневі заходи.

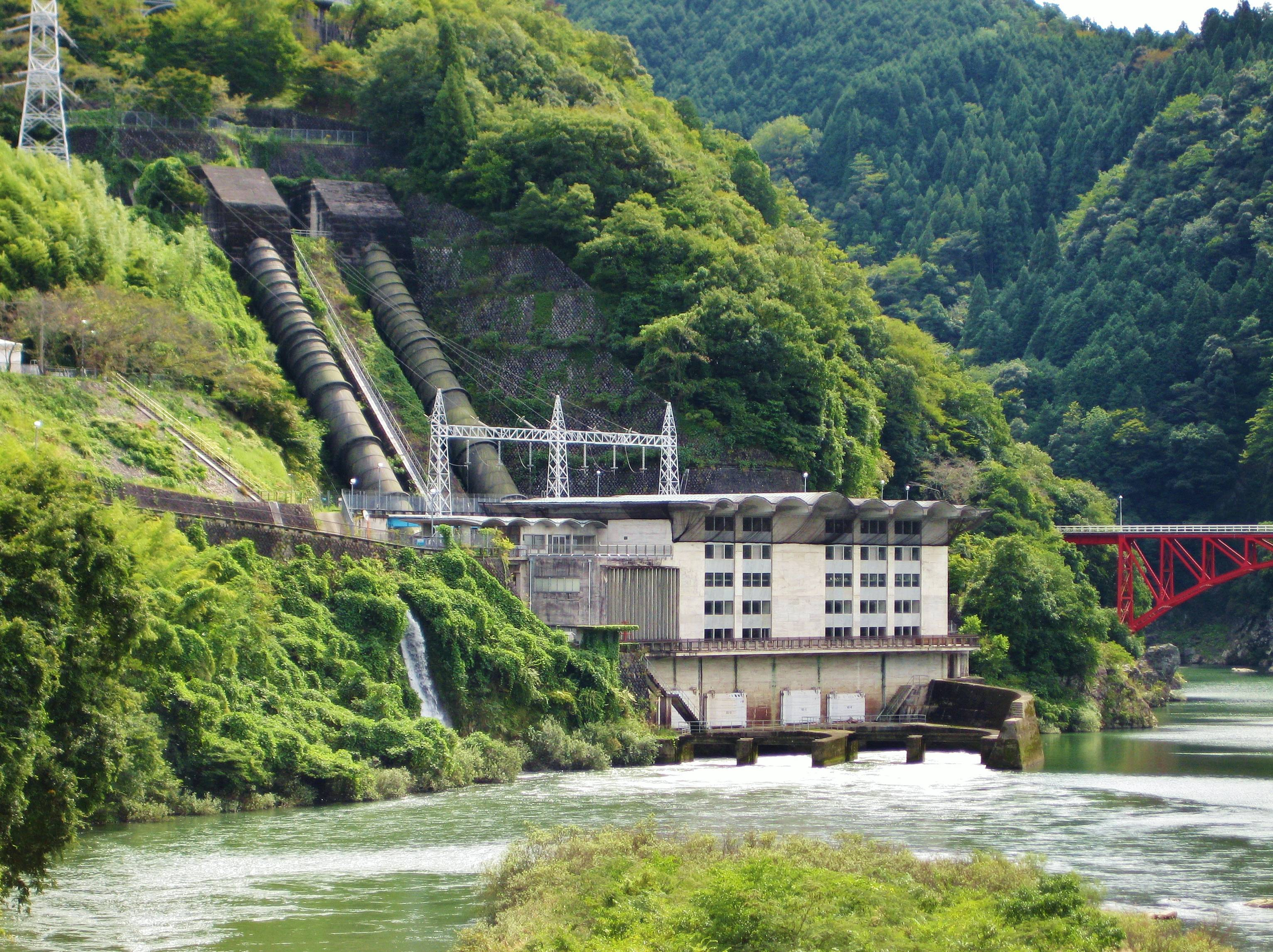
Машинний зал станції Маруяма (1954)

Будівництво комплексу почалось осінню 1943-го, проте вже у травні наступного року призупинилось через нестачу ресурсів на тлі бойових дій на Тихому океані. Воно відновилось лише в 1951-му, а за три роки ввели в експлуатацію машинний зал із двома турбінами типу Френсіс загальною потужністю 140 МВт (номінальна потужність станції рахується на рівні 125 МВт), які отримують ресурс через два тунелі довжиною 0,97 км та 0,91 км з діаметром 6 метрів. Після двох вирівнювальних резервуарів висотою по 31 метру з діаметром 19 метрів тунелі переходять у напірні водоводи довжиною по 0,16 км зі спадаючим діаметром від 6 до 4,2 метра. 
На початку 1970-х комплекс доповнили розташованим дещо ближче до греблі другим машинним залом Шін-Маруяма, обладнаним однією турбіною типу Френсіс потужністю 66 МВт (номінальна потужність рахується на рівні 63 МВт). Ресурс до нього надходить через тунель довжиною 0,28 км з перетином 4,4х4,4 метра, який переходить у напірний водовід довжиною 0,16 км зі спадаючим діаметром від 4,4 до 3,6 метра. В системі також працює вирівнювальний резервуар висотою 25 метрів з діаметром 8 метрів.
Гідроагрегати першої черги використовують напір у 80,7 метра, тоді як другий машинний зал розрахований на показник у 78,1 метра.
На початку 21 століття було заплановано зведення нової греблі Шін-Маруяма, котра повинна підсилити протиповеневі можливості комплексу. Висота цієї споруди за проектом має зрости до 123 метрів (при довжині 330 метрів), що збільшить площу водосховища до 3,7 км2, а об’єм майже удвічі – до 146 млн м3.